# کلیر اسپرینگ (مریلند)
کلیر اسپرینگ (به انگلیسی: Clear Spring) شهری در ایالت مریلند کشور ایالات متحده آمریکا است که جمعیت آن در سرشماری سال ۲۰۱۰ میلادی، ۳۵۸ نفر بوده‌است.